# Anatolikos
Anatolikos is een geslacht van kreeftachtigen uit de klasse van de Malacostraca (hogere kreeftachtigen).

## Soorten
- Anatolikos japonicus (Ortmann, 1893)
- Anatolikos tumifrons (Yokoya, 1933)